# Somogyi Szilveszter (polgármester)
Somogyi Szilveszter (Szeged, 1872. január 1. – Szeged, 1934. május 11.) jogász, várospolitikus, 1907-től Szeged város királyi ügyésze, majd rendőrkapitánya, 1915-től haláláig a város polgármestere.

## Élete

### Ifjúsága
Anyja Szűcs Julianna, apja Somogyi József szeged-felsővárosi szűrszabó mester volt. Keresztnevét születésének előestéjéről kapta. 1881–89 között a szegedi piarista gimnáziumba járt, majd a budapesti Pázmány Péter Tudományegyetem (ma ELTE) jogi karán szerzett jogi doktorátust. Az igazságszolgáltatás szervezetében kezdett dolgozni.
1902-ben alügyész lett szülővárosában. 1902. június 28-án Szegeden feleségül vette Staud Kornélia Erzsébet Máriát, házasságukból egy fia született, Somogyi Miklós Lajos. 1907-ben Szeged város királyi ügyészévé nevezték ki, a szegedi törvényszék mellett működő ügyészi szervezetben. A jó szervező készségű fiatalembert a főispán még ugyanezen év december 12-én kinevezte a város rendőrkapitányává. Somogyi a városi rendőrséget korszerű mintatestületté szervezte. Vidéken ő állította fel az első rendőri bejelentő hivatalokat, ezen kívül az ő nevéhez fűződik Szeged város köztisztasági hivatalának megszervezése is.
Ugyanebben az évben átlépett a városi közigazgatás szervezetébe, és Szeged város rendőrfőkapitányává nevezték ki. 1907 nyarán a Népszava megírta, hogy a rendőrfőkapitány eljárást kezdeményezett a Magyarországi Szociáldemokrata Párt ellen azon a címen, hogy a szegedi ipartanoncok szabad szervezetét az MSZDP-vezetőség irányítja és tőlük párttagsági díjat is szed. Somogyi indítványát azonban a helyettes polgármester határozatilag elvetette, azzal az indokkal, hogy „a szociáldemokrata párt nem tekinthető az 1508/1875. sz. BM. rendelet értelmében törvényhatósági ellenőrzés alá tartozó egyesületnek”, (mai kifejezéssel a párt nem tekinthető önálló jogi személyiségnek).

### Szeged polgármestere
1915. január 30-án elhunyt Szeged polgármestere, dr. Lázár György (1851–1915), aki 1904 óta vezette a várost. Utódjául a közgyűlés február 17-én dr. Somogyi Szilvesztert, az addigi rendőrfőkapitányt választotta meg. 
Helyettese dr. Bokor Pál lett (1926-ig). A rendőrfőkapitány tisztségébe a lemondott Somogyi helyére dr. Szalay Józsefet (1870–1937) választották meg.
Az új polgármester feladatait a második évébe lépett világháborús helyzet határozta meg. Első fontos intézkedéseként 1915. július 24-én szerződést kötött a Back-féle malomüzemmel a város lisztellátásának biztosítására. Somogyi a Szegedi Törvényhatósági Bizottság tagja is volt, és 1919-ig a Szeged-Belvárosi Kaszinónak is tagja és elnöke is volt, de ekkor lemondott és a kaszinóból is kilépett.

### Forradalmak
Az 1918 októberi forradalom után is hivatalában maradt, megpróbált alkalmazkodni a változott körülményekhez. Az őszirózsás forradalom után megalakult a városi Nemzeti Tanács, amelyet kezdetben támogatott az 1918. november 4-én alakult szociáldemokrata Munkástanács is. A Nemzeti Tanácsnak tagja lett Juhász Gyula és Móra Ferenc is. Később novemberben a Nemzeti Tanács kibővült, tagjai lettek az ellentétes politikai érdekek és nézetek képviselői, így Somogyi Szilveszter polgármester és helyettese, dr. Bokor Pál, továbbá két helyi gazdálkodó és két ipari vállalkozó dr. Pap Róbert ügyvéd, továbbá a Katonatanács képviselője is. A fő szerepet továbbra is az alapító három párt, elsősorban a polgári radikálisok vitték. A Nemzeti Tanácsot támogatta kezdetben a szociáldemokrata munkásság hatalmi szerve, a november 4-én megalakult Munkástanács is. A következő hónapokban a szociáldemokraták nyomására erős balratolódás ment végbe, 1919 februárjában a Nemzeti tanács Néptanáccsá alakult, amelyben a szociáldemokraták kerültek túlsúlyba. 1918. november 24-én az előnyomuló szerbek elfoglalták Újszegedet, erőszakos intézkedéseik tovább nehezítették a város élelmiszer- és fűtőanyag-ellátását.
1918. december 31-én Szeged francia katonai megszállás alá került, ez sajátos politikai helyzetet teremtett. 1919. március 10-én több ezer hazatért tüntető katona követelte a polgármestertől, hogy utaljon részükre fejenként 5400 korona leszerelési segélyt. A Világ c. budapesti újság szerint Somogyi ezt meg is ígérte volna, emiatt Dettre János (1886–1944) újságíróból lett kormánybiztos március 13-án vizsgálatot indított ellene azon a címen, hogy felelőtlen ígéretével destabilizálja az ország pénzügyeit és békétlenséget szít. A vizsgálat azonban kiderítette, hogy Somogyi csak annyit ígért a tüntető katonáknak, hogy a város vagyonos polgárait önkéntes adományokra szólítja fel a leszerelt katonák segélyezésére. A Tanácsköztársaság kikiáltása után (március 24-én) a városi Munkástanács félreállította Somogyit és több városi és megyei főtisztviselőt. Főispánná Wallisch Kálmánt, polgármesterré Czibula Antalt nevezték ki.
A direktórium csak néhány napig működött. A bolsevik hatalomszerzési kísérletet látva a francia katonaság március 24–27 között átvette a város ellenőrzését. Charpy tábornok, katonai kormányzó 1919. március 27-én a Szeged élére „polgári direktóriumot” állított, élén Dettre János volt kormánybiztossal, Somogyi Szilveszter volt polgármesterrel és Tabódy Zsolt (1873–1951) honvéd ezredessel, volt kerületi parancsnokkal. Szegedet „semleges várossá” nyilvánították. A Tanácsköztársasághoz hű aktivisták, tisztségviselők elhagyták a várost. Április 14-én tartották a Munkástanács újraválasztását, amelyen mindhárom városi vezetőt (Dettrét, Somogyit és Tabódyt) megerősítették tisztségükben. A franciák letartóztattak több, a városba érkező kommunista választási agitátort, emiatt Kun Béla követelte a választási eredmény megsemmisítését, de eredménytelenül.

### Ellenforradalom
Szegeden megkezdődött az ellenforradalmi szervezkedés. Április 24-én Szegedre érkezett Gömbös Gyula, a Bécsben megalakult Antibolsevista Comité (ABC) képviselője. Charpy tábornok, katonai kormányzó megszüntette a város semlegességét, Bétrix ezredes városparancsnok május 5-én elmozdította a város vezetéséből Tabódy Zsolt ezredest és Dettre Jánost is, de Somogyi (ezúttal a francia katonai hatóság akaratából) a helyén maradhatott. Somogyi Szilveszter a város érdekében jó személyi kapcsolatokat tartott fenn az ellenforradalmi vezetőkkel, de óvatosan távol tartotta magát az aktív ellenforradalmi szerveződésektől. Személyesen nem vett részt az ABC ténykedésében, de nem szakította meg kapcsolatait a szervezet vezetőivel. A szegedi ABC tagjai 1919-től egészen a szervezet megszűnéséig Somogyi helyettesének, Bokor Pálnak szegedi lakásán tartották gyűléseiket.
1919. május 31-én Szegeden megalakult Károlyi Gyula kormánya, amelyben Horthy Miklós kapta a hadügyminiszteri tárcát. A mérsékelten konzervatív, óvatosan politizáló Somogyi 1919 júniusában közzétette a sajtóban, hogy ő maga is belépett a szerveződő Nemzeti Hadseregbe és mindenkit felhívott, kövesse példáját.
1919. július 5-én a szegedi színházban Horthyt a Magyar Országos Véderő Egyesület (MOVE) díszelnökévé, majd július 13-án a Nemzeti Hadsereg főparancsnokává nevezték ki. A Vörös Hadsereg tiszai offenzívájának összeomlása után, augusztus 5-én Horthy csapatai Szegedről indultak a Dunántúl és Budapest birtokba vételére. A Nemzeti Hadseregbe belépésre felszólító júniusi kiállása révén Somogyi az augusztusi hatalomváltás után is megmaradhatott hivatalában. A francia megszálló csapatok 1920. március 1-jén vonultak ki Szegedről.

### A konszolidáció után
Sikeresen tisztázta magát a forradalmi időkben játszott szerepével kapcsolatban, újult erővel folytatta munkáját a határvárossá lett Szegedért. A város igen nehéz gazdasági helyzetbe jutott, elvesztette iparának hátországát (a Bácskát, a Bánátot és a Temes-vidéket).
1921-ben a szerbek kiszorításával Szeged és Újszeged újra egyesült. 1923-ban Szeged a (Csonka) Csanád vármegyei püspöki egyházmegye székhelye lett. Horthy kormányzó hathatós segítségével a város 1923-1925-ben igen jelentős állami támogatást kapott az amerikai ún. Speyer-kölcsönökből, ez Szeged városának 362 000 dollárt jelentett. Az elcsatolt területekről menekülő tömegek miatt lakásínség állt elő, ezen Somogyi 1922-ben telkek osztásával próbált enyhíteni (Somogyi-telep). Intenzíven dolgozott a Kolozsvárról Szegedre menekített Ferenc József Tudományegyetem új otthonának megteremtésén. Az új egyetemi épületek létrehozásáért 1926-ban az egyetem díszdoktorává avatta. Később bronztáblát avattak az egyetem szegedi alapításának emlékére, amelyet az Aradi vértanúk terén álló egyetemi épület falában helyeztek el, ezen Somogyi egész alakos domborműve látható.
Nagy léptékű közmunkákat, lakásépítéseket kezdeményezett, hogy a város nehéz helyzetbe jutott iparosait segítse. A város és a tanyavilág összekötésére gazdasági kisvasutat építtetett, ennek pénzügyi forrását is a Speyer-kölcsön adta. 1927. február 1-jén adták át a forgalomnak. Folytatták a háború miatt félbehagyott Fogadalmi templom építését, amely az új püspökség (átmenetinek  hitt) főtemploma lett. A gazdasági világválság miatt 1928–29-ben textilipari sztrájkok, bankcsődök okoztak újabb és újabb nehézségeket.
1929. december 7-én a város Törvényhatósági Bizottságának tisztújító közgyűlésén dr. Somogyi Szilvesztert újabb 10 évre megválasztották Szeged polgármesterévé. 1930. október 24-én átadták a Fogadalmi templomot (a szegedi dómot).
Somogyi Szilveszter polgármester 1934. május 11-én hunyt el szülővárosában. Az újonnan épült szegedi dóm kriptájába temették. Június 27-én a városi közgyűlés dr. Pálfy József jogászt (1874–1944) választotta polgármesterré, aki 1926 óta a helyettes polgármesteri tisztséget viselte.

## Megjegyzés
A szegedi Somogyi utcát ill. Somogyi-könyvtárat nem őróla, hanem Somogyi Károly (1811–1888) esztergomi kanonokról, akadémikusról, a könyvtárat megalapozó gyűjtemény adományozójáról nevezték el.